# Medal Służby Znamienitej
Medal Służby Znamienitej (ang. Conspicuous Service Medal, skr. CSM) – australijskie wojskowe odznaczenie ustanowione 18 października 1989.
Przyznawane jest członkom australijskich sił zbrojnych za chwalebne osiągnięcia lub oddanie obowiązkom, w sytuacjach innych niż wojna („meritorious achievement or dedication to duty in non-war like situations”); może być nadane wielokrotnie (oznacza się to za pomocą okuć na wstążce, zwanych po ang. BAR), również pośmiertnie.
Na liście trzech australijskich odznaczeń wojskowych nadawanych za znamienitą służbę jest ostatnie za Krzyżem Służby Znamienitej (CSC) i Krzyżem Służby Pielęgniarskiej (NSC).
W australijskiej kolejności starszeństwa odznaczeń zajmuje miejsce bezpośrednio po brytyjskim Medalu Jerzego (nadanym do 5 października 1992), a przed australijskim Medalem Australijskim Antarktycznym. Jeśli został przyznany po ww. dacie, to zajmuje miejsce po australijskim Medalu Orderu Australii.
Osoby odznaczone tym medalem mają prawo umieszczać po swoim nazwisku litery „CSM”.